# أوديت جاسه
أوديت جاسه (بالفرنسية: Odette Jasse)‏ (21 أغسطس 1899 - 9 يناير 1949) هي عالمة فلك فرنسية قضت معظم حياتها المهنية كمديرة في مرصد مرسيليا.

## حياتها وتعليمها
ولدت جاس في سان فيكتوريه. وكان والداها مدرسا ومفتشا للجمارك. التحقت جاس بمدرسة للبنات في مرسيليا قبل أن تتخرج في الرياضيات والفيزياء. وفي آب/أغسطس 1920، تولت منصب متدربة في مرصد مرسيليا. من عام 1923 بدأت العمل كمساعدة فلكية، وهو المنصب الذي عينت له رسميا في عام 1927. وكانت قد حصلت على درجة الدراسات العليا في الفيزياء، وأكملت أبحاث الطيف في مختبر هنري بويسون. لاحظت جاس الكواكب القزمة ومسارات السفر من الدبران (نجم) والقمر. ومع ذلك، لم تكمل جاسي أطروحتها للدكتوراه. تولت المهام الإدارية في المرصد من عام 1934. وكانت أيضا سكرتيرة التحرير في مجلة علم الفلك والفيزياء الفلكية «جورنال دي وبسيفاتورس». توفيت في عام 1949 في مرسيليا، حيث سُمي شارع تكريماً لها.